# Banifing de San
Der Banifing ist ein saisonaler rechter Nebenfluss des Bani in Mali.

## Verlauf
Der Fluss hat seine Quellen in Mali an der Grenze zu Burkina Faso. Er fließt tendenziell in nordwestliche Richtung. Der Banifing mündet schließlich bei San in den Bani.

## Hydrometrie
Die Durchflussmenge des Banifing wurde an der hydrologischen Station Pinia bei knapp der Hälfte des Einzugsgebietes im Jahre 1958 gemessen (in m³/s).

## Abgrenzung
Der Banifing ist einer von insgesamt vier Flüssen im Bani Einzugsgebiet, der den Namen trägt. Neben den Nebenflüssen der Bagoé und der Baoulé mit diesem Namen, gibt es noch einen weiteren Nebenfluss des Bani, der 50 km nordöstlich von Dioïla mündet.